# Johannes Ewald
Johannes Ewald (Copenaghen, 1743 – 1781) è stato un drammaturgo danese.
Dopo gli studi di teologia e un primo periodo di tirocinio letterario orientato verso il classicismo francese, Ewald entrò in contatto con la colonia di letterati tedeschi a Copenaghen. Questa esperienza e l'incontro con Klopstock determinarono una svolta nella sua produzione. Al poeta tedesco furono infatti ispirati la tragedia Rolf Krage (1770) e il dramma mitologico La morte di Balder, ambientato nel mondo degli eroi nordici, e I pescatori (1779), la sua migliore opera, che conteneva anche Re Cristiano stava accanto all'albero maestro, inno nazionale.
Degli ultimi anni sono le sue poesie che, accanto a componimenti d'occasione, comprendono liriche ispirate alla natura.